# Pinellas Park
Pinellas Park – miasto w Stanach Zjednoczonych, w stanie Floryda, w hrabstwie Pinellas.